# Euphorbia angulata
Euphorbia angulata är en törelväxtart som beskrevs av Nikolaus Joseph von Jacquin. Euphorbia angulata ingår i släktet törlar, och familjen törelväxter. Inga underarter finns listade i Catalogue of Life.

## Bildgalleri

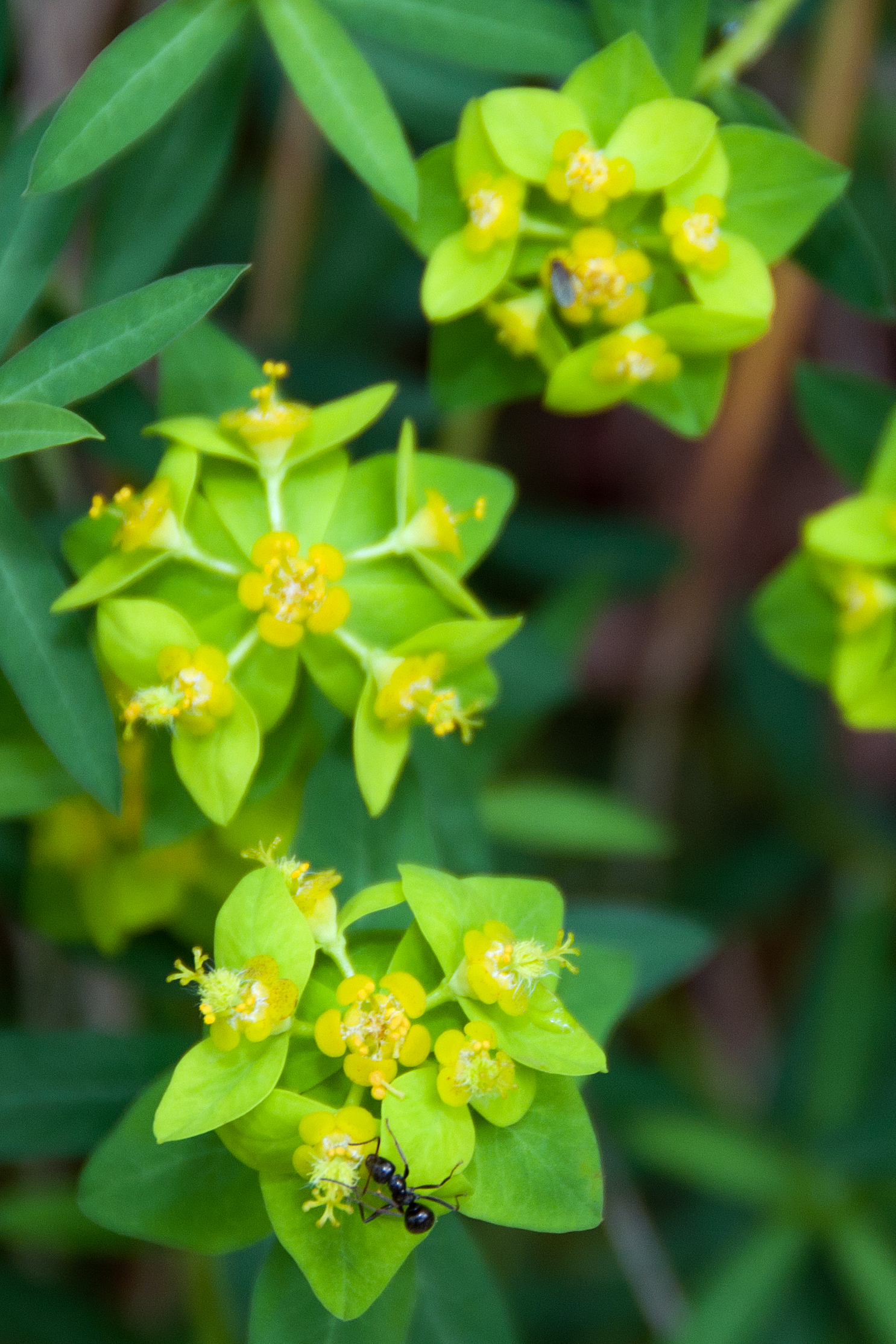
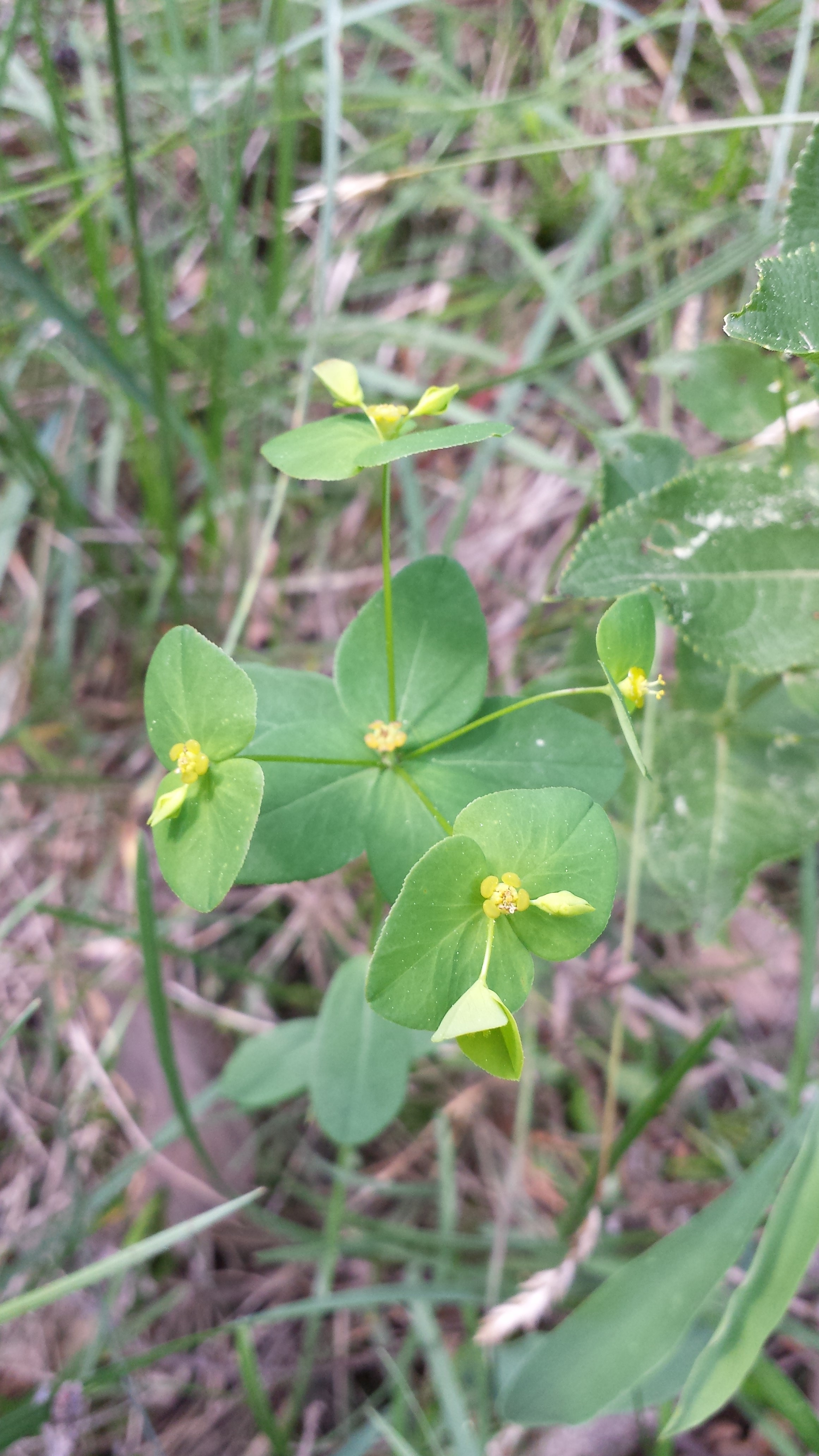
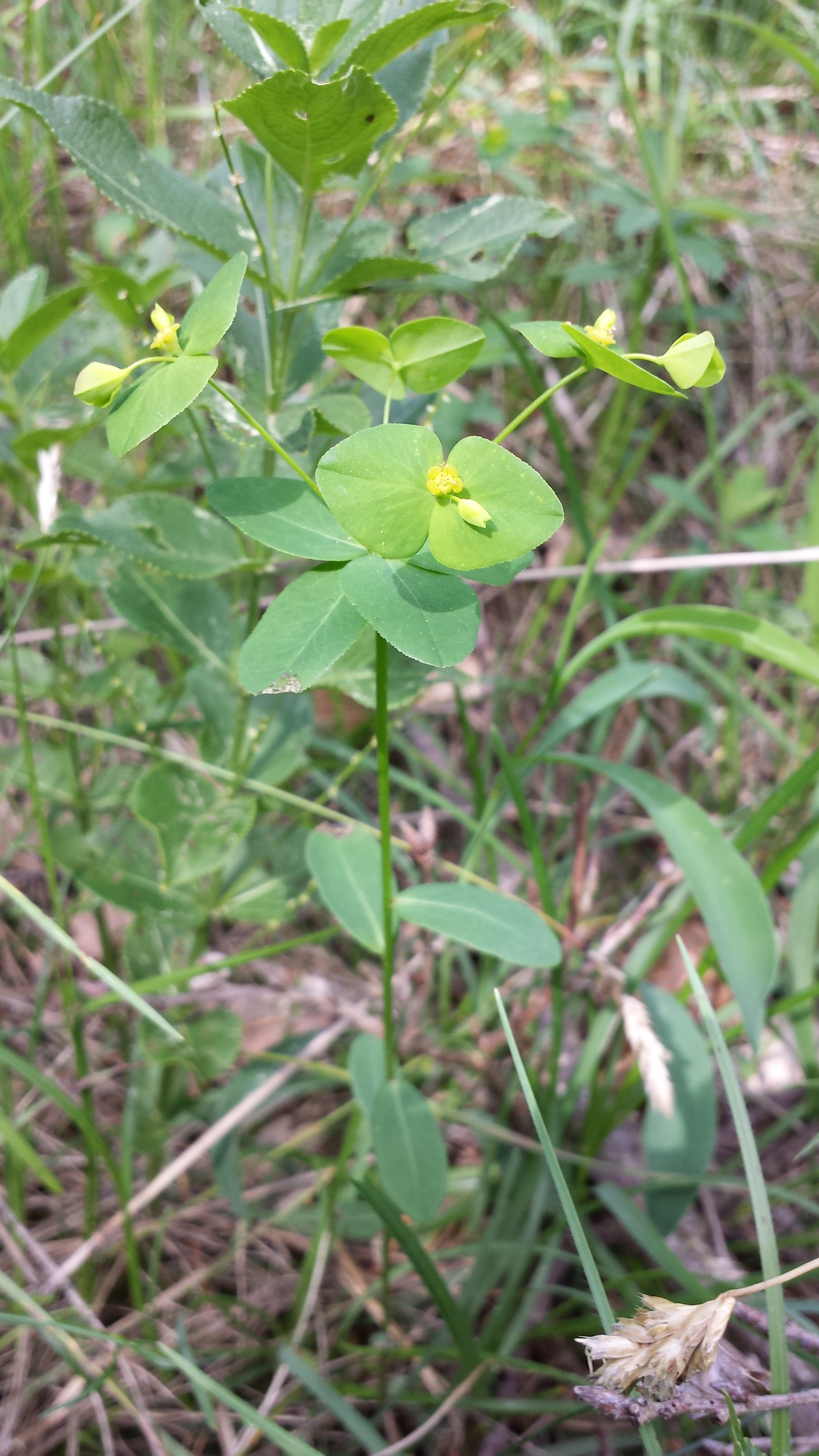